# Tengeri nyérc
A tengeri nyérc (Neovison macrodon, korábban Mustela macrodon) az emlősök (Mammalia) osztályának ragadozók (Carnivora) rendjébe, ezen belül a menyétfélék (Mustelidae) családjába és a menyétformák (Mustelinae) alcsaládjába tartozó kihalt faj.

## Tudnivalók
A tengeri nyérc az egyetlen recens kihalt menyétféle. Az állat Észak-Amerika keleti partján élt. A tengeri nyérc jóval nagyobb és tömzsibb volt, mint a közeli rokona, az amerikai nyérc (Neovison vison), szőrzetének hosszúsága is kétszer akkora volt, mint a másik fajnak. A legnagyobb feljegyzett példány körülbelül 82,6 centiméter hosszú volt. A szőrzete simább és vörösesebb, mint a rokonénak, és sajátos szagú volt.
Az állat Új-Anglia és az Atlanti-óceán kanadai sziklás partjainál élt, egészen Új-Skóciáig. Nem volt teljesen tengeri emlős, csak a partmenti vizekbe merészkedett be. A labradori réce (Camptorhynchus labradorius), amellyel egyes helyeken együtt élt, lehet, hogy zsákmányául szolgált.
Mivel igen keresett árucikk volt a bundája, a tengeri nyércet a kihalásig vadászták. Az állat maradványait gyakran megtalálják régi, amerikai őslakos települések környékén, Maine állam szigetein. Habár az őslakosok vadásztak erre az állatra, nem ők pusztították ki, hanem az európai prémpiacot szolgáló vadászok.
Az utolsó példányt 1894-ben, a kanadai Új-Brunswick tartományban fogták meg, de ez vitatott, mert nem biztos, hogy tengeri nyérc vagy amerikai nyérc volt. Az utolsó biztos adat a megfigyeléséről körülbelül 1860-ból származik, de egy állítás szerint egy prémkereskedő egy tengeri nyércet vásárolt 1880-ban, Maine-ben.
Habár a vadászok jól ismerték, az állat kihalt azelőtt, hogy tudományosan megfigyelték volna. Emiatt keveset tudunk életmódjáról. A kevés adat szerint az állat éjszaka volt tevékeny, és magányosan élt.
Egyesek szerint a tengeri nyérc az amerikai nyérc alfaja volt, ez esetben az állatnak ez lenne a tudományos neve: Neovison vison macrodon.
A Mustela nembe tartozó Vison alnemet nem rangra emelték, és átnevezték Neovisonra. Az új nem két képviselője az amerikai nyérc és a kihalt tengeri nyérc.